# Liste der Monuments historiques in Le Breuil (Marne)
Die Liste der Monuments historiques in Le Breuil führt die Monuments historiques in der französischen Gemeinde Le Breuil auf.

## Liste der Immobilien
| Bezeichnung      | Beschreibung           | Standort                  | Kennzeichnung | Schutzstatus | Datum | Bild           |
| ---------------- | ---------------------- | ------------------------- | ------------- | ------------ | ----- | -------------- |
| Kirche St-Martin | ab dem 12. Jahrhundert | Place Saint-Martin (Lage) | PA00078599    | Inscrit      | 1986  | weitere Bilder |

## Liste der Objekte
| Bezeichnung                               | Beschreibung                                                    | Standort                       | Kennzeichnung | Schutzstatus    | Datum  | Bild |
| ----------------------------------------- | --------------------------------------------------------------- | ------------------------------ | ------------- | --------------- | ------ | ---- |
| Drei Kirchenfenster                       | aus dem 16. und 19. Jahrhundert                                 | in der Kirche St-Martin (Lage) | PM51003224    | Inscrit         | 1989   |      |
| Skulptur eines Geistlichen                | Stein, 16. Jahrhundert                                          | in der Kirche St-Martin (Lage) | PM51003226    | Inscrit         | 1989   |      |
| Chorfenster                               | aus dem 13. Jahrhundert; während des Ersten Weltkriegs zerstört | in der Kirche St-Martin (Lage) | PM51001332    | Classé gelöscht | ? 1945 |      |
| Gemälde Mantelteilung des heiligen Martin | Ölfarbe auf Leinwand, 19. Jahrhundert                           | in der Kirche St-Martin (Lage) | PM51003227    | Inscrit         | 1989   |      |
| Liegefigur von Christophe de Gomer        | Stein, bezeichnet 1571                                          | in der Kirche St-Martin (Lage) | PM51002084    | Inscrit         | 1974   |      |
| Chorgestühl                               | 15 Reliefschnitzereien; Holz, erste Hälfte des 16. Jahrhunderts | in der Kirche St-Martin (Lage) | PM51001309    | Classé          | 1992   |      |
| Skulptur Petrus                           | Stein, 16. Jahrhundert                                          | in der Kirche St-Martin (Lage) | PM51003225    | Inscrit         | 1989   |      |
| Kanzel                                    | Holz, 18. Jahrhundert                                           | in der Kirche St-Martin (Lage) | PM51001308    | Classé          | 1992   |      |